# At Newport (Gigi Gryce Donald Byrd Cecil Taylor)
At Newport è un album live a nome di The Gigi Gryce-Donald Byrd Jazz Laboratory & The Cecil Taylor Quartet, pubblicato dalla Verve Records nel 1958.Si tratta di due distinte esibizioni dal vivo effettuate al Newport Jazz Festival del 1957 dal Cecil Taylor Quartet (lato A) e dal Gigi Gryce-Donald Byrd Jazz Laboratory (lato B) nelle date indicate nella lista tracce.

## Tracce
Lato A
1. Johnny Come Lately – 7:10 (Billy Strayhorn) – Registrato il 6 luglio 1957 al Newport Jazz Festival
2. Nona's Blues – 7:41 (Cecil Taylor) – Registrato il 6 luglio 1957 al Newport Jazz Festival
3. Tune 2 – 10:34 (Cecil Taylor) – Registrato il 6 luglio 1957 al Newport Jazz Festival

Lato B
1. Splittin' (Ray's Way) – 8:30 (Ray Bryant) – Registrato il 5 luglio 1957 al Newport Jazz Festival
2. Batland – 7:20 (Lee Sears) – Registrato il 5 luglio 1957 al Newport Jazz Festival
3. Love for Sale – 7:41 (Cole Porter) – Registrato il 5 luglio 1957 al Newport Jazz Festival

## Musicisti
A1, A2 e A3
- Cecil Taylor - pianoforte
- Steve Lacy - sassofono soprano
- Buell Neidlinger - contrabbasso
- Dennis Charles - batteria

B1, B2 e B3
- Gigi Gryce - sassofono alto
- Donald Byrd - tromba
- Hank Jones - pianoforte
- Wendell Marshall - contrabbasso
- Osie Johnson - batteria[4]